# 曾亞君
曾亞君（1961年—），臺灣女演員，曾獲金鐘獎女演員獎。

## 生平
曾亞君相貌酷似劉雪華，也與劉雪華一樣以苦旦戲路著稱，然因她外型較為「老相」，二十多歲時就開始演母親角色。1987年，她以《把她交給你》中演出，奪得金鐘獎女演員獎。2000年，她淡出演藝圈，於中華技術學院擔任行政人員。
2004年，曾亞君因小腸壞死併發器官衰竭病危，換了三家醫院，歷經三個月治療才康復。病癒後她仍有癲癇症狀，也因此有憂鬱症傾向。她接受心理治療，還到馬來西亞參加癲癇患者聚會，才走出陰霾。她後來從中華技術學院(現為中華科技大學)離職，且因記憶力欠佳不再接戲。曾有談話節目製作單位想找她上節目談八卦，但她表示不願以消費別人賺錢。
曾亞君結過三次婚，均以仳離告終。。

## 獎項
| 年份 | 頒獎典禮     | 獎項     | 作品                   | 結果 |
| ---- | ------------ | -------- | ---------------------- | ---- |
| 1987 | 第22屆金鐘獎 | 女演員獎 | 華視劇展《把她交給你》 | 獲獎 |

## 演出作品

### 電影
- 中國法術（1983）
- 冰冷的太陽（1990）
- 歷代名妓：悲落葉之柳如是（1992）
- 新金瓶梅（1996）...王婆

### 電視劇
- 吾土吾民（1981）
- 蕭十一郎（1983）...花如玉
- 中國神話故事（1983）
- 七巧遊龍...石破天
- 江南遊龍 殺手輓歌...金鳳儀
- 江南遊龍 玉羅剎...楊夫人
- 天蠶再變（1984）...傅香君
- 大俠沈勝衣．無腸公子（1984）...雪衣娘
- 大俠沈勝衣．畫眉鳥（1984）...虫二娘
- 神劍無敵（1984）...許飛霞
- 金玉劇坊白兔奇緣（1984）...昭慶公主
- 金玉劇坊順治帝與董小宛（1984）...皇后
- 金玉劇坊同命鴛鴦（1984）...瑩貴人
- 龍鳳奇俠（1985）
- 名劍風流（1985）...君海棠
- 俠客行（1985）...梅芳姑
- 生死門（1985）...杜殺
- 藍與黑（1985）...方大姐
- 描金扇（1985，葉青歌仔戲）...李妙仙子
- 楊家將（1985，葉青歌仔戲）...潘聯珠
- 趙匡胤（1986，葉青歌仔戲）... 文鸞
- 嘉慶君遊台灣（1986，李如麟歌仔戲）...瑞華郡主
- 煙雨濛濛（1986）...傅文珮
- 皇帝與公主（1986）...麥含珠
- 遊俠龍捲風（1986）...太陰星君/九天陰后
- 媽祖的故事...（1986）觀世音
- 把她交給你（1987）
- 好鄰居（1987）
- 走馬燈（1987）
- 風蕭蕭（1987）...梅瀛子
- 京華煙雲（1988）...孫曼娘
- 愛你入骨（1989）...李秋萍
- 家有仙妻 (1991)...貴婦
- 六壯士（1989）
- 白牡丹（1990）
- 小市民的天空．一個女工的故事（1990）
- 華視劇展．小市民的天空系列：麗香的感情線（1990）
- 華視劇展．小市民的天空系列：長廊...李長芬
- 華視劇展．小市民的天空系列：今天不上班（1990）...秋雲
- 床邊愛情故事．風裡的愛（1991）
- 韓湘子（1991）
- 忠義八犬傳 [6] 飾 （1991）...惠娘
- 京城四少（1991）...二娘
- 劉伯溫傳奇．山神娶妻（1992）...巫姨
- 劉伯溫傳奇．雪女傳說（上、中、下）（1993）...唐柔
- 劉伯溫傳奇．云影記（上、中、下）（1994）...花月嫦
- 劉伯溫傳奇．柳木靈童（上、下）（1994）...許青青
- 劉伯溫傳奇．天倫赤子淚（1994）...沈妻
- 劉伯溫傳奇．藍橋會（1994）...橋大娘
- 劉伯溫傳奇．買爹記（上、下）（1995）... 秦妻
- 劉伯溫傳奇．舐犢情深（上、下）（1995）...程王妃
- 劉伯溫傳奇．善人井（1995）...瑞娘
- 包青天．貍貓換太子（1993）...李妃
- 包青天．古琴怨（1993）...劉母
- 包青天．屠龍記（1993）...趙妻林氏
- 包青天．尋親記（1993）...柳妻百合
- 包青天．青龍珠、九道本、龐妃有喜（1993）...皇太后
- 七俠五義．英雄無淚（1994）...封華
- 七俠五義．鳳凰於飛（1994）...嫂娘
- 相親（1994）...彩霞
- 危險關係（1995）...阿英
- 胭脂花紅   (1995)   ...范美珠
- 媽祖拜觀音   (1995)   ... 朱怡真
- 天師鍾馗．包公三請鍾馗（1996）...張母(張劉氏)
- 紅樓夢（1996）...趙姨娘
- 童養媳（1996）...招弟
- 大巡按蕃薯官．金蠶蠱 ...查婆
- 大巡按蕃薯官．媽媽請你也畫圖 ...查婆
- 我的阿爸我的子（1997）...桂花
- 施公奇案（1997）...胡娘子
- 情深到來生
- 晚香玉
- 台視劇場 人間抒情系列 媽媽的土地（1997）...來助
- 布袋和尚．千里尋母（1998）...王爺夫人(詹氏)
- 某大姐（1999）...阿霞
- 大腳阿媽（2000）...春綢
- 殺夫（2000）...余嬸
- 九龍傳說（2000）...陳春花
- 輾轉紅蓮（2000）...月銀
- 九指新娘（2000）...江母
- 查某人的故事 一卡手指...阿滿
- 死去活來...阿鳳
- 溫馨醫世情（2002）...文芳

## 外部連結
- 曾亞君在互联网电影资料库（IMDb）上的資料（英文）（英文）
- 曾亞君在香港影庫上的簡介
- 曾亞君在时光网上的簡介（简体中文）
- 曾亞君在豆瓣上的资料（简体中文）